# Maximale Sauerstoffaufnahme
Die maximale Sauerstoffaufnahme ({\displaystyle V(\mathrm {O_{2}} )_{\text{max}}}, auch maximale Sauerstoffkapazität) gibt an, wie viele Milliliter Sauerstoff der Körper im Zustand der Ausbelastung maximal pro Minute verwerten kann. Die Angabe erfolgt in Milliliter Sauerstoff pro Minute (ml O2/min). Die VO2max kann als Kriterium für die Bewertung der Ausdauerleistungsfähigkeit eines Menschen herangezogen werden, stellt allerdings nur die obere Grenze für die Ausdauerleistung dar (vgl. unten, Abschnitt „Trainingszustand und VO2max“) und wird daher auch als das „Bruttokriterium“ der Ausdauerleistungsfähigkeit bezeichnet.
Der absolute VO2max (ml/min) berücksichtigt die Körpermasse nicht. Folglich weisen große und schwere Menschen in der Regel höhere Werte auf als kleine und leichte. Oft wird daher die auf eine standardisierte Körpermasse von einem Kilogramm bezogene relative maximale Sauerstoffaufnahme verwendet (Angabe in (ml O2/min)/kg), da ihre Aussagekraft bezüglich der Bewertung der Ausdauerleistungsfähigkeit für Sportarten, bei denen das Eigengewicht und/oder das Volumen des Körpers eine Rolle spielen (Laufen, Radfahren, Skilanglauf), höher ist. Die entsprechenden Werte sind so von Individuum zu Individuum besser vergleichbar.
Die VO2max repräsentiert die Prozesse, die an der Verwertung von Sauerstoff im Körper beteiligt sind:
- Zufuhr des Sauerstoffs aus der Luft über die Atmungsorgane,
- Transport des Sauerstoffs im Blut über das Herz-Kreislauf-System,
- Nutzung des Sauerstoffs in den Zellen der Arbeitsmuskulatur,
- Nutzung des Sauerstoffs in den Zellen der übrigen Skelettmuskulatur, des Herzmuskels, der glatten Muskulatur, der Nervenzellen und Zellen aller Organe, die Sauerstoff benötigen und tatsächlich verwerten.

## Verbesserung der VO2max
Das Ziel eines Trainings im Ausdauersport besteht unter anderem darin, die maximal mögliche Sauerstoffaufnahme (pro Kilogramm Körpergewicht, also relativ) zu erhöhen. Dies wird durch verschiedene Trainingsmethoden und Trainingsintensitäten erreicht. Die Wirksamkeit der betreffenden Intensitäten ist unter Trainern umstritten. Für Skilanglauf ist bekannt, dass die skandinavischen Olympiasieger der letzten Jahre mehr als 90 % ihres Trainings weit unterhalb der anaeroben Schwelle (sie liegt im Mittel bei 4,0 mmol/L Laktat) absolviert haben und nur ca. 10 % sehr intensiv.

## Trainingszustand und VO2max
Im Mittelpunkt des Trainings steht aber das Bestreben, die Dauerleistungsgrenzen wie den respiratorischen Kompensationspunkt oder die anaerobe Schwelle näher an die der VO2max entsprechenden Leistung zu bringen.
Die VO2max zeigt nämlich nicht unmittelbar die Ausdauerleistungsfähigkeit eines Sportlers an. Vielmehr zeigt sie, wie stark die maximale Sauerstoffaufnahme durch extrem hohe Leistung gesteigert werden kann. Die für die Momentanbelastung erforderliche Sauerstoffaufnahme wird dabei deutlich unterschritten (jedoch durch anaerobe Energiegewinnung kompensiert), sodass die maximale Sauerstoffaufnahme in der Regel bei einer Intensität erreicht wird, die der Athlet nur wenige Sekunden bis etwa zwei Minuten lang aufrechterhalten kann.
Dauerleistungsgrenzen wie etwa die iANS zeigen demgegenüber auf, welche Intensität ein Sportler dauerhaft (man geht von mindestens 20 Minuten aus) aufrechterhalten kann.
Der Prozentsatz der Ausschöpfung der VO2max bei Erreichen dieser Dauerleistungsgrenze kann daher als Indikator für den Trainingszustand angesehen werden. Er spiegelt unter anderem wider, wie gut der Körper in der Lage ist, Prozesse zu koordinieren, die Sauerstoff erfordern, aber trainiert werden müssen, wie z. B. die Laktatverwertung in den langsam zuckenden Muskelfasern, im Gehirn, im Herzen und durch die Leber.

## Bestimmung der VO2max

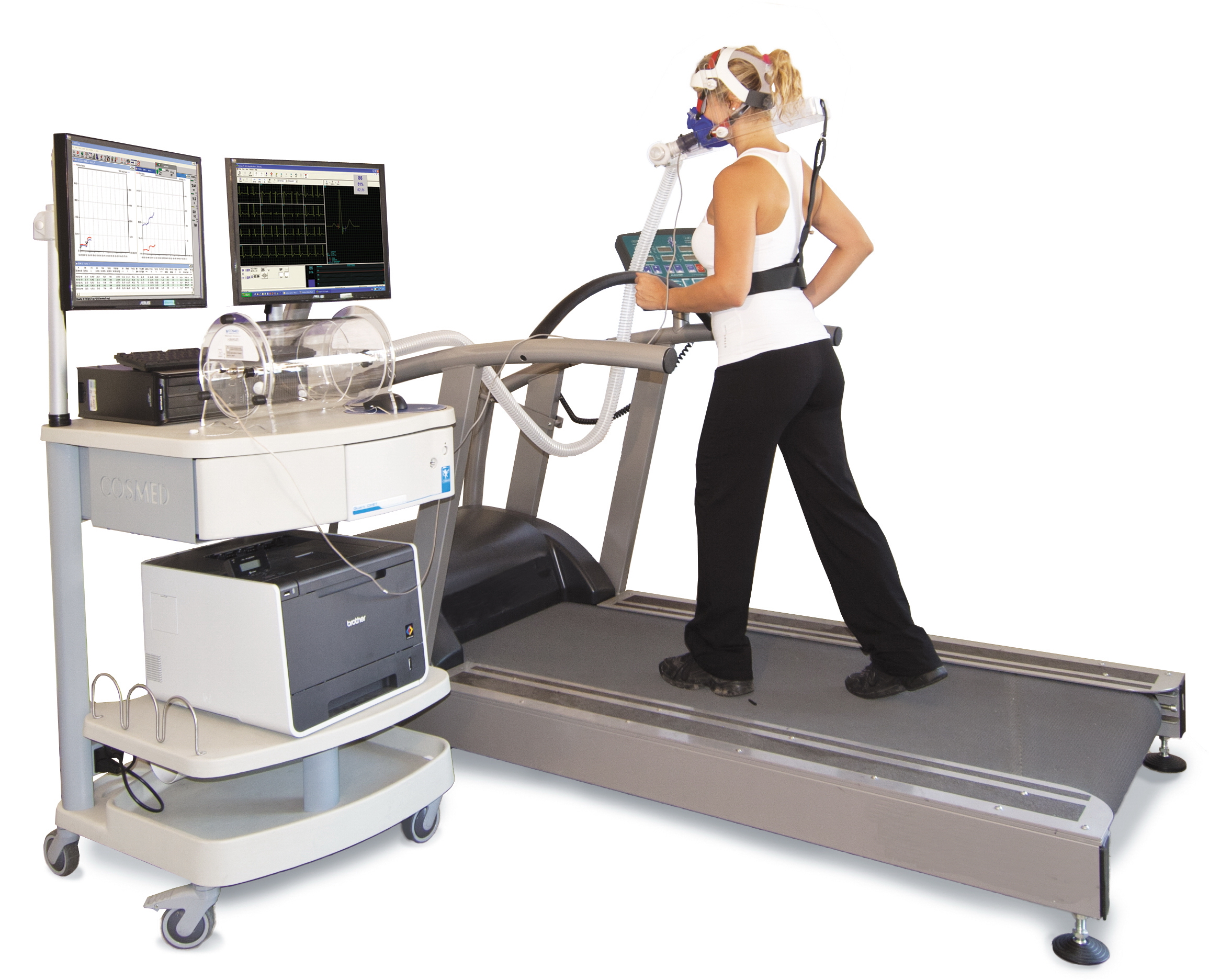
VO_{2}max-Messung mit einem modernen Spiroergometrie-System während einer Belastungsuntersuchung am Laufband

Auf einem Laufband oder Ergometer (Fahrrad, Ruder, Handrad) wird eine Ausbelastung des Organismus herbeigeführt. Über die Messungen des Sauerstoffgehaltes der eingeatmeten Luft, des Sauerstoffgehaltes der ausgeatmeten Luft, des Volumens der ausgeatmeten Luft und der dafür benötigten Zeitspanne kann die VO2max berechnet werden. Für eine Normierung benötigt man als fünften Parameter das Körpergewicht.

## Alternative Bestimmung der VO2max

### Ficksches Prinzip
Die absolute VO2max (in ml/min) kann auch über eine venöse und arterielle Blutgasbestimmung nach dem Fickschen Prinzip ermittelt werden:
{\displaystyle \mathrm {VO_{2max}} ={\text{HMV}}(\mathrm {CaO_{2}} -\mathrm {CvO_{2}} )}
HMV = Herzminutenvolumen, CaO2 = arterieller Sauerstoffgehalt, CvO2 = venöser Sauerstoffgehalt
Der arterielle bzw. venöse Sauerstoffgehalt kann mit Hilfe der arteriellen bzw. venösen Sauerstoffsättigung, des Hämoglobingehaltes und der Hüfner-Zahl ermittelt werden.
Diese Messung ist die genaueste, wird aber aufgrund der Invasivität (arterielle und zentralvenöse Katheteranlage zur Blutentnahme unter Belastung) eher in Forschungsprojekten als zur Routinediagnostik eingesetzt.

### Uth–Sørensen–Overgaard–Pedersen-Schätzung
Ein (grobes) Schätzverfahren für die relative VO2max, basierend auf der maximalen Herzfrequenz sowie auf der Ruhe-Herzfrequenz, wurde von Henrik Sørensen et al. formuliert:
{\displaystyle \mathrm {VO_{\text{2max}}} \approx {\frac {{\text{HF}}_{\text{max}}}{{\text{HF}}_{\text{Ruhe}}}}\cdot 15\,\mathrm {\frac {ml}{kg\,min}} }
Diese Gleichung nutzt die maximale Herzfrequenz (HFmax) und die Ruhe-Herzfrequenz (HFRuhe), um die normierte VO2max zu schätzen.
Beispiel
Pulsgrenzen von {\displaystyle {\text{HF}}_{\text{max}}=180\,{\tfrac {1}{\mathrm {min} }}} und {\displaystyle {\text{HF}}_{\text{Ruhe}}=60\,{\tfrac {1}{\mathrm {min} }}} würden eine relative VO2max von etwa {\displaystyle 45\,\mathrm {\tfrac {ml}{kg\,min}} } anzeigen:
{\displaystyle \mathrm {VO_{\text{2max}}} \approx {\frac {180\,{\frac {1}{\mathrm {min} }}}{60\,{\frac {1}{\mathrm {min} }}}}\cdot 15\,\mathrm {\frac {ml}{kg\,min}} =3\cdot 15\,\mathrm {\frac {ml}{kg\,min}} =45\,\mathrm {\frac {ml}{kg\,min}} }

### Cooper-Test
Kenneth H. Cooper entwarf für die United States Air Force den nach ihm benannten Test, um die Ausdauerleistungsfähigkeit der Soldaten zu testen. Dabei wird die maximale Strecke gemessen, die der Proband in 12 Minuten laufen kann. Aus der Strecke und der dafür benötigten Zeit von 12 Minuten lässt sich die Durchschnittsgeschwindigkeit {\displaystyle v} als Quotient von Weg und Zeit berechnen. Die Schätzformel ist so aufgebaut, dass diese Division nicht explizit durchgeführt werden muss. Weil sich die Zeit von 12 Minuten wegkürzt, reicht die Kenntnis der gelaufenen Wegstrecke für die Schätzformel aus. Mit dieser Laufstrecke kann man jetzt die relative VO2max mit folgender Formel abschätzen:
{\displaystyle \mathrm {VO_{\text{2max}}} \approx {\frac {v\cdot 12\,\mathrm {min} -505\,\mathrm {m} }{44{,}7\,\mathrm {m} }}\,\mathrm {\frac {ml}{kg\,min}} ={\frac {s-505\,\mathrm {m} }{44{,}7\,\mathrm {m} }}\,\mathrm {\frac {ml}{kg\,min}} }
{\displaystyle v}: Durchschnittsgeschwindigkeit, die gelaufen wurde. Sie ist der Quotient aus der Laufstrecke und den dafür benötigten zwölf Minuten.
{\displaystyle s}: In zwölf Minuten zurückgelegte Wegstrecke in Metern
Beispiel
Eine in 12 min zurückgelegte Laufstrecke von 2500 m würde einer relativen VO2max von etwa {\displaystyle 45\,\mathrm {\tfrac {ml}{kg\,min}} } entsprechen.
{\displaystyle \mathrm {VO_{2max}} ={\frac {2500\,\mathrm {m} -505\,\mathrm {m} }{44{,}7\,\mathrm {m} }}\,\mathrm {\frac {ml}{kg\,min}} ={\frac {1995\,\mathrm {m} }{44{,}7\,\mathrm {m} }}\,\mathrm {\frac {ml}{kg\,min}} \approx 45\,\mathrm {\frac {ml}{kg\,min}} }
Man subtrahiert also von der Laufstrecke 505 Meter und dividiert dann durch 44,7 m.

## Vergleichstabellen für die relative VO2max

### Laufband
| Alter [Jahre]                                            | Dezil | Dezil | Dezil | Dezil | Dezil | Dezil | Dezil | Dezil | Dezil | Dezil |
| Alter [Jahre]                                            | 10 %  | 20 %  | 30 %  | 40 %  | 50 %  | 60 %  | 70 %  | 80 %  | 90 %  |       |
| -------------------------------------------------------- | ----- | ----- | ----- | ----- | ----- | ----- | ----- | ----- | ----- | ----- |
| 20…29                                                    | 34,6  | 37,8  | 41,0  | 42,6  | 44,2  | 47,4  | 49,0  | 52,1  | 55,1  |       |
| 30…39                                                    | 33,0  | 36,2  | 39,4  | 41,0  | 42,6  | 44,2  | 47,4  | 50,6  | 52,1  |       |
| 40…49                                                    | 31,4  | 34,6  | 36,2  | 39,4  | 41,0  | 44,2  | 45,8  | 49,0  | 50,6  |       |
| 50…59                                                    | 29,9  | 31,4  | 34,6  | 36,2  | 37,8  | 39,4  | 41,0  | 44,2  | 49,0  |       |
| > 60                                                     | 26,7  | 28,3  | 31,4  | 33,0  | 34,6  | 36,2  | 37,8  | 41,0  | 44,2  |       |
| Werte in {\displaystyle \mathrm {\tfrac {ml}{kg\,min}} } |       |       |       |       |       |       |       |       |       |       |

| Alter [Jahre]                                            | Dezil | Dezil | Dezil | Dezil | Dezil | Dezil | Dezil | Dezil | Dezil | Dezil |
| Alter [Jahre]                                            | 10 %  | 20 %  | 30 %  | 40 %  | 50 %  | 60 %  | 70 %  | 80 %  | 90 %  |       |
| -------------------------------------------------------- | ----- | ----- | ----- | ----- | ----- | ----- | ----- | ----- | ----- | ----- |
| 20…29                                                    | 29,4  | 31,6  | 33,8  | 35,5  | 37,4  | 39,5  | 41,1  | 44,0  | 47,0  |       |
| 30…39                                                    | 27,4  | 29,9  | 32,3  | 31,8  | 35,2  | 36,7  | 38,8  | 41,0  | 44,7  |       |
| 40…49                                                    | 25,6  | 28,0  | 29,7  | 31,6  | 33,3  | 35,1  | 36,7  | 38,9  | 42,4  |       |
| 50…59                                                    | 23,7  | 25,5  | 27,3  | 28,7  | 30,2  | 31,4  | 32,9  | 35,2  | 38,1  |       |
| > 60                                                     | 21,7  | 23,7  | 24,9  | 26,6  | 27,5  | 29,1  | 30,2  | 32,3  | 34,6  |       |
| Werte in {\displaystyle \mathrm {\tfrac {ml}{kg\,min}} } |       |       |       |       |       |       |       |       |       |       |

### Fahrrad
| Alter [Jahre]                                            | Dezil | Dezil | Dezil | Dezil | Dezil | Dezil | Dezil | Dezil | Dezil | Dezil |
| Alter [Jahre]                                            | 10 %  | 20 %  | 30 %  | 40 %  | 50 %  | 60 %  | 70 %  | 80 %  | 90 %  |       |
| -------------------------------------------------------- | ----- | ----- | ----- | ----- | ----- | ----- | ----- | ----- | ----- | ----- |
| 20…29                                                    | 32,9  | 35,91 | 38,95 | 40,5  | 41,9  | 45,0  | 46,55 | 49,5  | 52,3  |       |
| 30…39                                                    | 31,3  | 34,4  | 37,4  | 38,9  | 40,5  | 41,9  | 46,0  | 48,1  | 49,5  |       |
| 40…49                                                    | 29,8  | 32,9  | 34,4  | 37,4  | 40,5  | 41,9  | 43,5  | 46,6  | 48,1  |       |
| 50…59                                                    | 28,4  | 29,8  | 32,9  | 34,4  | 35,9  | 37,4  | 41,9  | 41,9  | 46,6  |       |
| > 60                                                     | 25,4  | 26,9  | 29,8  | 31,3  | 32,9  | 34,4  | 35,9  | 41,9  | 41,9  |       |
| Werte in {\displaystyle \mathrm {\tfrac {ml}{kg\,min}} } |       |       |       |       |       |       |       |       |       |       |

| Alter [Jahre]                                            | Dezil | Dezil | Dezil | Dezil | Dezil | Dezil | Dezil | Dezil | Dezil | Dezil |
| Alter [Jahre]                                            | 10 %  | 20 %  | 30 %  | 40 %  | 50 %  | 60 %  | 70 %  | 80 %  | 90 %  |       |
| -------------------------------------------------------- | ----- | ----- | ----- | ----- | ----- | ----- | ----- | ----- | ----- | ----- |
| 20…29                                                    | 26,9  | 31,3  | 31,3  | 34,4  | 35,9  | 37,4  | 38,9  | 42,0  | 46,6  |       |
| 30…39                                                    | 25,4  | 28,4  | 31,3  | 31,3  | 32,9  | 34,4  | 37,4  | 38,9  | 43,5  |       |
| 40…49                                                    | 23,8  | 26,9  | 28,4  | 31,3  | 31,3  | 32,9  | 34,4  | 37,4  | 40,5  |       |
| 50…59                                                    | 20,8  | 23,8  | 25,4  | 26,9  | 28,4  | 29,8  | 31,3  | 32,9  | 35,9  |       |
| > 60                                                     | 19,3  | 20,8  | 22,3  | 23,8  | 25,4  | 26,9  | 29,8  | 31,3  | 32,9  |       |
| Werte in {\displaystyle \mathrm {\tfrac {ml}{kg\,min}} } |       |       |       |       |       |       |       |       |       |       |